# Discografie van Antoon
Hieronder volgt de discografie van de Nederlandse artiest Antoon, met name zijn albums, zijn nummers met een notering in een hitlijst en overige singles.

## Albums
| Album               | Verschijnen      | Label     | Hitlijsten | Hitlijsten | Hitlijsten | Hitlijsten | Opmerkingen                           |
| Album               | Verschijnen      | Label     | BE (VL)    | BE (VL)    | NL         | NL         | Opmerkingen                           |
| Album               | Verschijnen      | Label     | Piek       | Weken      | Piek       | Weken      | Opmerkingen                           |
| ------------------- | ---------------- | --------- | ---------- | ---------- | ---------- | ---------- | ------------------------------------- |
| De nacht is van ons | 17 juli 2020     | Dreamteam | —          | —          | 7          | 72         | Studioalbum / Goud in Nederland       |
| Engel               | 21 april 2023    | Dreamteam | 188        | 1          | 24         | 30         | Studioalbum / 3× Platina in Nederland |
| Heilig water        | 27 november 2020 | Dreamteam |            |            |            |            | Ep / Goud in Nederland                |
| Hallo               | 4 maart 2022     | Dreamteam |            |            |            |            | Ep / Platina in Nederland             |

## Nummers met hitnoteringen
| Lied                                                                | Verschijnen       | Album                                              | Hitlijsten | Hitlijsten | Hitlijsten  | Hitlijsten  | Hitlijsten   | Hitlijsten   | Opmerkingen                                       |
| Lied                                                                | Verschijnen       | Album                                              | BE (VL)    | BE (VL)    | NL (Top 40) | NL (Top 40) | NL (Top 100) | NL (Top 100) | Opmerkingen                                       |
| Lied                                                                | Verschijnen       | Album                                              | Piek       | Weken      | Piek        | Weken       | Piek         | Weken        | Opmerkingen                                       |
| ------------------------------------------------------------------- | ----------------- | -------------------------------------------------- | ---------- | ---------- | ----------- | ----------- | ------------ | ------------ | ------------------------------------------------- |
| Hyperventilatie                                                     | 5 juni 2020       | De nacht is van ons                                | —          | —          | 11          | 8           | 4            | 57           | 3FM Megahit / Dubbelplatina in Nederland          |
| Disco duivel (met Big2)                                             | 13 november 2020  | Heilig water (ep)                                  | tip        | —          | tip17       | —           | —            | —            |                                                   |
| Leuk (met Big2)                                                     | 27 november 2020  | Engel                                              | —          | —          | 33          | 6           | 18           | 57           | Dubbelplatina in Nederland                        |
| Bootje (met Paul Sinha)                                             | 16 juli 2021      | Engel                                              | —          | —          | tip4        | —           | 23           | 27           | Platina in Nederland                              |
| Zo ben jij (met Sterre)                                             | 1 oktober 2021    | Engel                                              | —          | —          | tip18       | —           | 52           | 7            | Goud in Nederland                                 |
| Vluchtstrook (met Kris Kross Amsterdam en Sigourney K)              | 26 november 2021  | Engel, Echte meisjes huilen niet (van Sigourney K) | 2          | 30         | 2           | 24          | 1 (2 wkn)    | 95           | 3× Platina in Nederland                           |
| Hallo                                                               | 24 februari 2022  | Engel                                              | —          | —          | 1 (4 wkn)   | 14          | 1 (4 wkn)    | 47           | Alarmschijf, 538 Favourite / Platina in Nederland |
| Hotelschool                                                         | 4 maart 2022      | Engel                                              | —          | —          | 18          | 7           | 2            | 47           | Platina in Nederland                              |
| Tantoe lekker (met Big2)                                            | 4 maart 2022      | Engel                                              | —          | —          | tip6        | —           | 5            | 19           | Goud in Nederland                                 |
| Olivia                                                              | 2 juni 2022       | Engel                                              | —          | —          | 5           | 11          | 1 (2 wkn)    | 25           | Platina in Nederland                              |
| Centraal Station (met Bilal Wahib)                                  | 10 juni 2022      | Engel                                              | —          | —          | tip13       | —           | 12           | 14           | Goud in Nederland                                 |
| Remedy (met Josylvio)                                               | 10 juni 2022      | Engel                                              | —          | —          | —           | —           | 28           | 2            |                                                   |
| Echo (met Big2)                                                     | 22 juli 2022      | Lima (van Big2)                                    | —          | —          | tip6        | —           | 72           | 1            |                                                   |
| Soms (met Josylvio)                                                 | 2 september 2022  | Vallen en opstaan (van Josylvio)                   | —          | —          | tip10       | —           | 21           | 7            |                                                   |
| Klop klop                                                           | 7 oktober 2022    | Engel                                              | —          | —          | 13          | 7           | 8            | 19           |                                                   |
| Meteoriet (met Dopebwoy)                                            | 14 oktober 2022   | Engel                                              | —          | —          | 33          | 7           | 14           | 30           |                                                   |
| Roddels (met Frenna)                                                | 23 maart 2023     | Engel                                              | —          | —          | tip7        | —           | 32           | 4            |                                                   |
| Sliden (met Ronnie Flex)                                            | 1 juni 2023       | Sliden (ep)                                        | —          | —          | 28          | 5           | 9            | 25           | Goud in Nederland                                 |
| Bassline (met Ronnie Flex)                                          | 1 juni 2023       | Sliden (ep)                                        | —          | —          | —           | —           | 74           | 4            |                                                   |
| Blindelings                                                         | 18 januari 2024   |                                                    | 32         | 4          | 19          | 11          | 19           | 11           | Alarmschijf                                       |
| Doe maar                                                            | 19 april 2024     |                                                    | -          | -          | tip19       | 3           | -            | -            |                                                   |
| Gezichten (met Kevin)                                               | 18 april 2024     |                                                    | -          | -          | -           | -           | 47           | 2            |                                                   |
| Ça va (met Big2 & Bilal Wahib)                                      | 21 juni 2024      |                                                    | -          | -          | tip6        | 11          | 29           | 14           |                                                   |
| After six (met Broederliefde & Ronnie Flex)                         | 9 augustus 2024   |                                                    | -          | -          | tip14       | 5           | 26           | 10           |                                                   |
| Vleugels (met Kris Kross Amsterdam & Zoë Tauran)                    | 5 september 2024  |                                                    | -          | -          | 39          | 4           | 36           | 8            |                                                   |
| ChinChin (met Ronnie Flex, Lil Kleine, Kraantje Pappie & ADF Samski | 19 september 2024 |                                                    | -          | -          | 39          | 4           | 10           | 10           |                                                   |
| Beetje van mij                                                      | 06 februari 2025  |                                                    | -          | -          | tip4        | 5           | 1            | 17           |                                                   |

## Singles zonder hitnotering
| Titel               | Datum             | Album               | Opmerkingen                                 |
| ------------------- | ----------------- | ------------------- | ------------------------------------------- |
| Voor mij            | 3 juli 2020       | De nacht is van ons |                                             |
| Ogen op de troon    | 17 juli 2020      | De nacht is van ons |                                             |
| Deze avond          | 17 juli 2020      | De nacht is van ons | Samen met Young Dylan                       |
| Antwoord            | 17 juli 2020      | De nacht is van ons |                                             |
| Hockeyclub          | 17 juli 2020      | De nacht is van ons | Samen met Paul Sinha                        |
| Dansvloer           | 17 juli 2020      | De nacht is van ons |                                             |
| Discotheek          | 17 juli 2020      | De nacht is van ons | Samen met Young Dylan                       |
| De nacht is van ons | 17 juli 2020      | De nacht is van ons |                                             |
| Leven is een film   | 18 september 2020 | Glitchway           | Op het album Glitchway van Jesse Hoefnagels |
| Levensgevaarlijk    | 27 november 2020  | Heilig water (ep)   | Samen met Big2                              |
| Wat een leven       | 27 november 2020  | Heilig water (ep)   | Samen met Big2                              |
| 1 persoons bed      | 27 november 2020  | Heilig water (ep)   | Samen met Big2                              |
| Laat me niet los    | 27 november 2020  | Heilig water (ep)   | Samen met Big2                              |
| Heilig water        | 27 november 2020  | Heilig water (ep)   | Samen met Big2                              |
| Onweer              | 5 maart 2021      |                     |                                             |
| Op mijn level       | 9 april 2021      |                     | Samen met STUK                              |
| Dromen              | 4 juni 2021       |                     |                                             |
| Adder               | 13 augustus 2021  |                     | Samen met Fokke Simons                      |
| Systeem             | 27 augustus 2021  |                     | Samen met The Partysquad & Young Ellens     |
| Dansen met mij      | 29 november 2021  | New Life            | Op het album New life van Big2              |
| De wereld aan       | 4 maart 2022      | Hallo (ep)          |                                             |